# 위니펙 아레나
위니펙 아레나(Winnipeg Arena)은 캐나다 매니토바주 위니펙에 위치한 실내 경기장이다. 과거 WHA/NHL 위니펙 제츠와 IHL/AHL 매니토바 무스의 홈경기장으로 사용했다.